# Monte Échelle

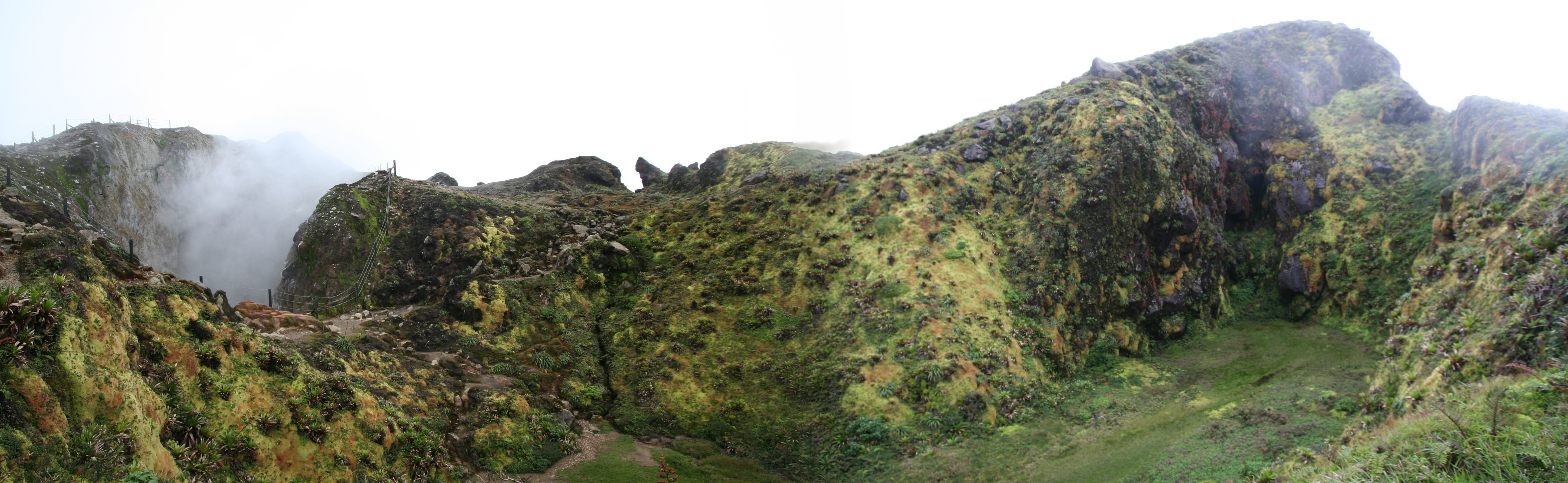
Fisuras y fumarolas en La Soufrière.

Échelle (francés: "escalera") es un volcán inactivo ubicado en la isla de Guadalupe, en el Departamento de Ultramar francés del mismo nombre. En la actualidad se encuentra en la ladera de La Soufrière.

## Características
Se trata de un anillo de caldera, por encima del cono de ceniza La Citerne. De formación relativamente reciente, forma parte del Macizo de La Grande Découverte-Soufrière.

## Origen
El vulcanismo de la isla de Basse-Terre comenzó hace 3 millones de años con la construcción del Complejo Basal y de la Cadena Norte, en el extremo norte de la isla. Las dataciones radiométricas permiten determinar que todos los demás fenómenos volcánicos ocurrieron en el último millón de años. 
En el período comprendido entre 600.000 y 250.000 años existían ya tres complejos activos: la Cadena Axial, la Cadena de Bouillante y los Montes Caribes.
La actividad del complejo La Grande Découverte-Soufrière comenzó hace 200.000 años, y la del de Trois-Rivières-Madeleine hace unos 150.000. 
En el estado de nuestros conocimientos actuales, las erupciones de La Soufrière son las más recientes del complejo, y abarcan solamente los últimos 10 000 años.

## Naturaleza
La Soufrière es el volcán más joven de la isla, uno de los más recientes de las Antillas Menores y el único activo de Guadalupe.
No es, en rigor, un volcán en sí mismo, sino parte de un gigantesco complejo volcánico (el citado Macizo de La Grande Découverte-Soufrière) que incluye los volcanes Carmichaël, Nez Cassé, Échelle, Citerne y Madeleine.